# Trichurida
Los tricúridos (Trichurida) son un orden de nemátodos de la clase Adenophorea. Son causantes de parasitosis como la tricuriasis y la triquinelosis.

## Características
Todos sus miembros son histiotróficos, es decir, al menos un estadio de su ciclo de vida se desarrolla en células o en tejidos vivos de otros organismo. El borde anterior es más angosto que el posterior en muchos de estos gusano, y su esófago es fino y embebido en células llamadas esticocitos que forman un esticosoma. Sus huevos tienen bipolaridad o conexiones bioperculares (excepto en pocas especies).

## Taxonomía
Los tricúridos  incluyen las siguientes familias:[cita requerida]
- Trichuridae
- Trichinellidae (incluye las triquinas)

- Datos: Q9089985